# Doug McDermott
Douglas Richard „Doug” McDermott (ur. 3 stycznia 1992 w Grand Forks) – amerykański koszykarz, występujący na pozycji skrzydłowego, od 2024 zawodnik Indiany Pacers.
23 lutego 2017 został wytransferowany wraz z Tajem Gibsonem i niechronionym wyborem II rundy draftu 2018 do Oklahomy City Thunder w zamian za Joffreya Lauvergne'a, Anthony'ego Morrowa oraz Camerona Payne'a.
25 września 2017 trafił wraz z Enesem Kanterem i wyborem II rundy draftu 2018 do New York Knicks w zamian za Carmelo Anthony'ego.
8 lutego 2018 trafił do Dallas Mavericks w wyniku wymiany z udziałem trzech drużyn (Mavericks, Nuggets, Knicks).
6 lipca 2018 podpisał umowę z Indianą Pacers.
7 sierpnia 2021 został wytransferowany do San Antonio Spurs. 8 lutego 2024 trafił do Indiany Pacers.

## Osiągnięcia
Stan na 4 marca 2024, na podstawie, o ile nie zaznaczono inaczej.
NCAA
- Koszykarz Roku:
  - NCAA:
    - im. Naismitha (2014)[10]
    - im. Woodena (2014)[11]
    - według:
      - Associated Press (AP – 2014)[12]
      - National Association of Basketball Coaches (NABC – 2014)[13]
      - United States Basketball Writers Association (USBWA – 2014)[14]
      - Sporting News (SN – 2014)[15]
      - USA Today (2014)
      - Basketball Times (2014)
      - Adolph Rupp Trophy (2014)[16]

  - Senior CLASS Award (2014)[17]
  - Lute Olson Award (2012, 2014)[18]
  - konferencji:
    - Big East (2014)[19]
    - Missouri Valley (MVC – 2012, 2013)[20]
- MVP turnieju:
  - MVC (2012, 2013)
  - Dale Howard Classic (2012)
  - Las Vegas Invitational (2013)
- MOP (Most Outstanding Player = MVP) turnieju MVC (2013)
- Sportowiec Roku Creighton (2013)
- Sportowiec Roku Omaha Sports Hall of Fame (2013)
- Laureat nagrody – Omaha World-Herald Fred Ware Award (2013)
- MVC Newcomer of the Year (2011)
- Debiutant Roku MVC (2011)
- Zaliczony do:
  - I składu:
    - All-American (2012–2014)
    - konferencji MVC (2011–2013)
    - turnieju:
      - konferencji MVC (2013)
      - Las Vegas Invitational (2013)
      - Dale Howard Classic (2012)

    - konferencji Big East (2014)
    - All-MVC Newcomer Team (2011)
    - All-MVC Freshman Team (2011)
- Lider strzelców NCAA (2014)[21]

NBA
- Zaliczony do I składu letniej ligi NBA:
  - w Las Vegas (2014)
  - Samsunga (2015)[22]

Reprezentacja
- Uczestnik:
  - mistrzostw świata U–19 (2011 – 5. miejsce)[23]
  - uniwersjady (2013 – 9. miejsce)[24]